# Галера (Гранада)
Галера (ісп. Galera) — муніципалітет в Іспанії, у складі автономної спільноти Андалусія, у провінції Гранада. Населення — 1057 осіб (2010).
Муніципалітет розташований на відстані близько 310 км на південь від Мадрида, 110 км на північний схід від Гранади.
На території муніципалітету розташовані такі населені пункти: (дані про населення за 2010 рік)
- Ла-Алькерія: 106 осіб
- Буенавіста: 13 осіб
- Кортіхос-дель-Кура: 35 осіб
- Галера: 903 особи

## Демографія
Динаміка населення (INE ):

## Галерея зображень

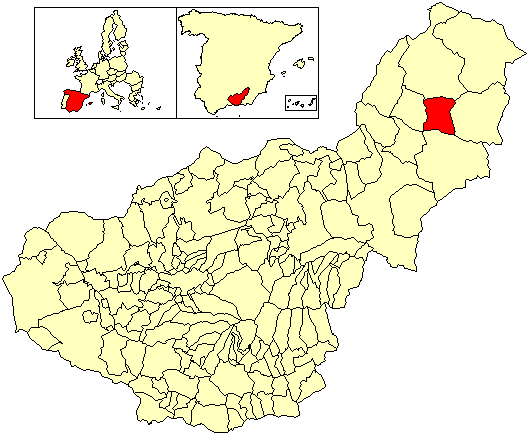
Розташування муніципалітету Галера у провінції Гранада